# Sarona

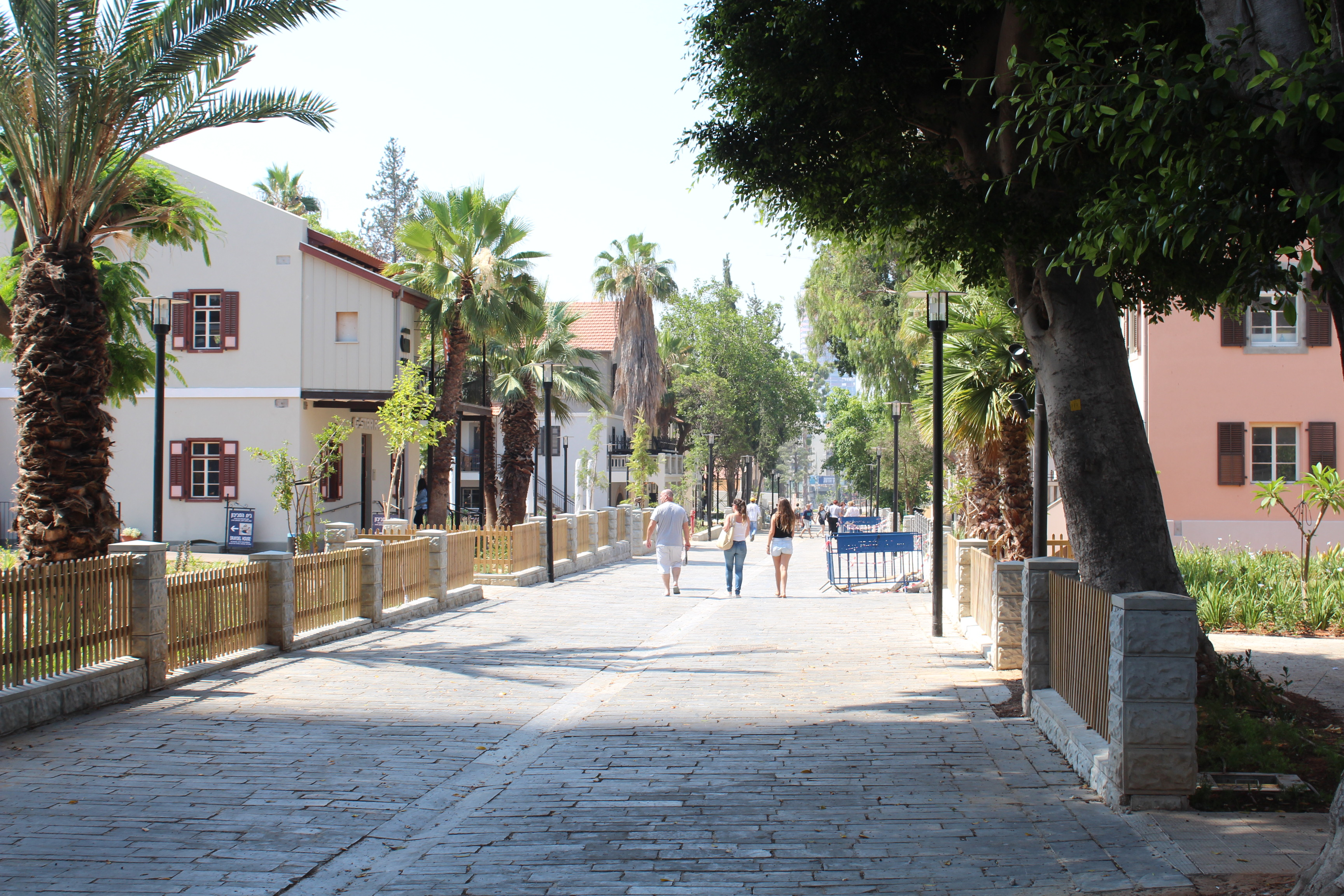

Sarona era una colònia alemanya templària a Tel-Aviv, Israel. Ara és un barri de la ciutat. Va ser un dels pobles moderns primerencs establerts a Palestina. Sarona va ser construïda en 1871. El barri es troba al nord-est de Jaffa. Ara, la terra de l'antiga colònia es troba en el centre de Tel-Aviv. Molta gent a les comunitats templàries es van convertir en simpatitzants de la ideologia nacionalsocialista abans i després de la Segona Guerra Mundial. En 1948 les autoritats del Mandat Britànic de Palestina els havien expulsat. Avui en dia, el lloc ha estat reformat i renovat com una "vila de les compres, el descans i l'entreteniment."